# Бромид полония(IV)
Бромид полония(IV) — бинарное неорганическое соединение, соль металла полония и бромистоводородной кислоты с формулой PoBr4, красные кристаллы.

## Получение
- Действие нагретого брома на металлический полоний:

{\displaystyle {\mathsf {Po+2Br_{2}\ {\xrightarrow {250^{o}C}}\ PoBr_{4}}}}
- Растворение полония в разбавленной бромистоводородной кислоты:

{\displaystyle {\mathsf {Po+4HBr\ {\xrightarrow {}}\ PoBr_{4}+2H_{2}}}}
- Нагревание оксида полония(IV) в среде бромоводорода:

{\displaystyle {\mathsf {PoO_{2}+4HBr\ {\xrightarrow {200-250^{o}C}}\ PoBr_{4}+2H_{2}O}}}

## Физические свойства
Бромид полония(IV) образует красные кристаллы.

## Химические свойства
- Реагирует с бромоводородной кислотой с образованием гексабромополониевой кислоты:

{\displaystyle {\mathsf {PoBr_{4}+2HBr\ {\xrightarrow {}}\ H_{2}[PoBr_{6}]}}}